# The Ranch
The Ranch is een Amerikaanse sitcom, gecreëerd door Don Reo en Jim Patterson. De serie brengt Ashton Kutcher en Danny Masterson uit That '70s Show terug samen. Ze spelen de broers Colt en Rooster Bennett die hun vader Beau Bennett, gespeeld door Sam Elliott, helpen om het familiale rundveebedrijf in Colorado te beheren. 

## Opzet
Colt Bennett keert vanuit Canada terug naar huis na een carrière als professioneel footballspeler. Hij wil zijn vader Beau Bennett helpen het familiale rundveebedrijf te beheren. Zijn broer, Rooster Bennett, doet dit ook reeds. Vader Beau is aan het scheiden van zijn vrouw Maggie die een bar openhoudt. Colt ontmoet er zijn vroegere schoolliefje, Abby, die ondertussen geschiedenislerares is en wordt terug verliefd op haar. De serie toont het fictieve leven van de disfunctionele familie Bennett.

## Productie
De openingsscènes werden in Norwood en Ouray in Colorado opgenomen. De serie werd voor een live publiek in een televisiestudio in Burbank in Californië opgenomen. 
Elk seizoen bestaat uit twee delen. Elk deel bestaat uit tien afleveringen die ongeveer 30 minuten duren. Het eerste deel werd op 1 april 2016 door Netflix gelanceerd. Op 24 januari 2020 werd het achtste en laatste deel vrijgegeven.

## Rolverdeling

### Hoofdrolspelers
- Ashton Kutcher speelt Colt Reagan Bennett. Een voormalige middelbare school- en universiteitsvoetbalster die met wisselend resultaat een professionele carrière nastreefde. Hij begint op het rundveebedrijf van zijn vader te werken en moet de grappen en grollen van zijn vader Beau en broer Rooster ondergaan. Colt drinkt graag en veel. Hij neemt niet altijd even doordachte beslissingen. Colt wordt verliefd op zijn voormalig schoolliefje Abby. Hij zal nog met haar trouwen en een dochter op de wereld zetten.
- Danny Masterson speelt Jameson "Rooster" Ford Bennett, Colts oudere broer. Rooster bleef bij zijn vader op het rundveebedrijf werken terwijl zijn jongere broer de wijde wereld introk om een footballcarrière na te jagen. Hij is soms verbitterd dat hij in Colts schaduw achterbleef. Rooster is competenter en doordachter maar leidt evengoed een losbandig leven. In de tweede episode van het zesde deel van de serie krijgt hij een motorongeval. Rooster rijdt aan een te hoge snelheid en met geblokkeerde remmen in een bocht tegen een vangrail aan. Hij valt met zijn motor in een diepe afgrond. De motor wordt teruggevonden maar Rooster is verdwenen. Nadat de politie zijn bebloede T-shirt en portemonnee terugvindt accepteren Colt en de familie Bennet dat Rooster is overleden. (Masterson werd uit de serie geschreven vanwege een #metoo-aanklacht.)
- Debra Winger speelt Maggie, de moeder van beide broers en eigenares van de bar 'Maggie's'. Ze is gescheiden van haar man Beau en woont in een caravan achter de bar. Ze is luchthartiger en hulpvaardiger dan haar ex-man en de broers zoeken dikwijls haar gezelschap op om haar om raad te vragen. Ze is een halve hippie en rookt marihuana.
- Sam Elliott speelt Beau Roosevelt Bennett, Maggies ex-man en de vader van Colt en Rooster. Hij is een Vietnamveteraan en nam het rundveebedrijf over van zijn vader na diens dood. Hij is moeilijk in de omgang en voortdurend geïrriteerd door iedereen en alles rondom hem. Hij heeft een moeilijke relatie met beide zonen en wordt vlug boos over de capriolen van zijn zonen. Beau Bennett is republikein met een voorkeur voor Ronald Reagan maar heeft dikwijls een hekel aan alle politici, ongeacht hun kleur.
- Elisha Cuthbert speelt Abby Phillips-Bennett, een geschiedenislerares en Colts liefje toen ze samen op de middelbare school zaten. Als Colt terugkeert uit Canada heeft ze reeds vijf jaar lang een relatie met Kenny Ballard. De twee zijn zelfs even verloofd. Ze breekt haar verloving echter af, trouwt met Colt en krijgt een dochter met hem.

### Bijrollen
- Barry Corbin als Dale Rivers, een slechthorende veearts en vriend van Beau Bennett.
- Grady Lee Richmond als Hank, een vaste klant in de Maggies bar.
- Bret Harrison als Kenny Ballard, manager bij 'Courtyard by Marriott' en Abby's (ex)-verloofde.
- Megyn Price als Mary Roth, serveerster bij 'Cracker Barrel' en Roosters ex-vriendin.
- Kelli Goss als Heather Roth, Mary's jongere dochter en Colts ex-vriendin.
- Molly McCook als Darlene Roth, Mary's oudste dochter.
- Kathy Baker als Joanne, Beau Bennetts vriendin en collega van Mary Roth in de 'Cracker Barrel'.
- Ethan Suplee als "Beer Pong" Billy Tompkins, politieagent en schoolkameraad van de broers Bennett.
- Justin Mooney als Wilkerson, een politieagent.
- Aimee Teegarden als Nikki, Heathers vriend en Billy's verloofde.
- Chasty Ballesteros als Tanya Showers, een sexy weerpresentatrice en Kenny's vriendin.
- Laura Vallejo als Maria, Maggies serveerster.
- Sharon Lawrence als Brenda Sanders, een kapster en weduwe die bevriend raakte met Beau Bennett tijdens zijn scheiding.
- Maggie Lawson als Jen, de ingenieur die een pijpleiding onder het rundveebedrijf wil aanleggen en Roosters aandacht trekt.
- Wendie Malick als Lisa Neumann, eigenares van 'Neumann's Hill Ranching Corporation'.
- Dax Shepard als Luke Matthews, de zoon van Beau Bennetts overleden broer.
- Stephen Saux als Mike, een motelmanager.
- Van Epperson als priester McGinty.